# 이영개
이영개(李英介, 1906년 ~ ?)는 일제강점기의 기업인이다.

## 생애
1919년 일본으로 건너갔다. 말단 관직에 있다가 1934년부터 사업을 시작하여 크게 성공했다. 1938년부터 고한승이 운영하는 송도항공기주식회사에 취체역(이사)으로 관여하다가 1944년에는 금강항공공업주식회사 대표를 지냈다. 모두 중일 전쟁과 태평양 전쟁 동안 사용된 비행기를 제작하는 군수업체였다.
1935년에는 대동아공영권 논리를 내세운 동양협화회 회장에 취임했고, 1941년에는 황민실천협의회의 정치국원을 지내는 등 친일 단체에서도 활동했다.
1942년 일본 중의원 선거에 출마한 적이 있다. 박춘금과 같은 선거구였고 두 사람은 모두 낙선했다. 중의원 선거 운동을 벌이면서 조선에서 징병제를 속히 실시해야 한다는 주장을 펴기도 했다.
일제강점기 말기에 대일본흥아회의 조선지부 고문을 지냈다. 이 단체는 일본이 태평양 전쟁에서 패하기 직전인 1945년 7월에 조직되었는데, 부회장은 김을한이 맡고, 이성근과 한상룡이 이영개와 함께 고문이 되었다.
미술상으로도 유명한 인물이며, 일제 강점기에 일본으로 빼돌려진 문화재 유출과 관련이 깊다는 혐의가 있다. 광복 후에 잠깐 반민특위에 체포되어 특별검찰부에 송치된 적이 있으나, 이후 기소 여부는 알 수 없고, 계속해서 미술상으로 일하다가 1961년 5·16 군사 정변 직후 일본으로 탈출했다.
2002년 민족정기를 세우는 국회의원모임이 발표한 친일파 708인 명단과 2008년 발표된 민족문제연구소의 친일인명사전 수록예정자 명단에 모두 선정되었다.

## 참고 문헌
- 마츠다 도시히코; 김인덕 (옮긴이) (2004년 7월 15일). 《일제시기 참정권 문제와 조선인》. 서울: 국학자료원. 107쪽. ISBN 89-541-0226-3.
- 백기완; 송건호; 임헌영 (2004년 5월 20일). 《해방전후사의 인식 (1)》. 서울: 한길사. 317쪽. ISBN 89-356-5542-2.
- 김준진 (2006년 7월 19일). “해외 반출 문화재, 파악조차 안 돼”. 미디어다음. 2008년 4월 12일에 확인함.[깨진 링크(과거 내용 찾기)]